# Epalpus bolivianus
Epalpus bolivianus là một loài ruồi trong họ Tachinidae.